# 2022年美國聯盟冠軍賽
2022年美國聯盟冠軍賽（英語：ALCS）是美國聯盟季後賽第三輪的比賽，2隊將採用的是7戰4勝制，勝出的球隊將獲得美國聯盟冠軍以及晉級到世界大賽，本屆是由美聯西區冠軍休士頓太空人和美聯東區冠軍紐約洋基展開對決。

## 休士頓太空人對紐約洋基
| 場次 | 客隊   | 比分 | 主隊   | 日期     | 場地           | 觀眾人數 |
| ---- | ------ | ---- | ------ | -------- | -------------- | -------- |
| 1    | 洋基   | 2：4 | 太空人 | 10月19日 | 美粒果公園球場 | 41487    |
| 2    | 洋基   | 2：3 | 太空人 | 10月20日 | 美粒果公園球場 | 41700    |
| 3    | 太空人 | 5：0 | 洋基   | 10月22日 | 新洋基體育場   | 47569    |
| 4    | 太空人 | 6：5 | 洋基   | 10月23日 | 新洋基體育場   | 46545    |

### 10月19日 第一場
| 紐約洋基 | 0 | 1 | 0 | 0 | 0 | 0 | 0 | 1 | 0 | 2 | 5 | 0 |
| 休士頓太空人 | 0 | 1 | 0 | 0 | 0 | 2 | 1 | 0 | X | 4 | 7 | 1 |
| 勝投： 賈斯汀·韋蘭德（1–0） 敗投： 詹姆森·泰昂（0–2） 救援成功： 萊恩·普萊斯利（2） 全壘打： 洋基：哈里森·貝德（2上，1分）、安東尼·瑞佐（8上，1分） 太空人：尤里斯基·古力歐（6下，1分）、Chas McCormick（6下，1分）、Jeremy Peña（7下，1分） 比賽總記錄 |   |   |   |   |   |   |   |   |   |   |   |   |

以逸待勞的太空人，再度將打頭陣的任務交給賈斯汀·韋蘭德，而他也揮別上一輪被水手痛打的陰霾，6局11K就只有在2局上被哈里森·貝德炸了一發陽春砲丟分。
洋基雖然先馳得點，太空人打線2局下立刻回應洋基先發詹姆森·泰昂，靠著馬丁·馬唐納多適時長打，扳成1：1平手。
6局下，太空人狙擊洋基牛棚投手Clarke Schmidt，尤里斯基·古力歐、Chas McCormick各敲出1發陽春彈，將比數形成3：1領先。
7局下，太空人攻勢再起，輪到Jeremy Peña補上一發陽春彈，擴大成4：1領先。
8局上，洋基面對Rafael Montero展開反攻，2出局後靠安東尼·瑞佐全壘打追回1分，之後又攻佔一二壘，但太空人緊急押上終結者萊恩·普萊斯利，先成功三振麥特·卡本特化解危機，接著9局上續投，吃下4個出局數的救援成功。太空人終場4：2贏球，系列賽旗開得勝。同時根據大聯盟數據專家Sarah Langs表示，本場比賽洋基被三振17次，而太空人全場只有2次，雙方相差15次三振，打破1968年世界大賽紅雀與老虎相差14次三振的紀錄。

### 10月20日 第二場
德克薩斯州休士頓美粒果公園球場
| 紐約洋基 | 0 | 0 | 0 | 2 | 0 | 0 | 0 | 0 | 0 | 2 | 4 | 0 |
| 休士頓太空人 | 0 | 0 | 3 | 0 | 0 | 0 | 0 | 0 | X | 3 | 8 | 2 |
| 勝投： 弗蘭柏·瓦德茲（1–0） 敗投： 路易斯·賽維里諾（0–1） 救援成功： 萊恩·普萊斯利（3） 全壘打： 洋基：無 太空人：艾力克斯·布萊格曼（3下，3分） 比賽總記錄 |   |   |   |   |   |   |   |   |   |   |   |   |

美聯冠軍賽第二戰，太空人弗蘭柏·瓦德茲對決洋基路易斯·賽維里諾。
前一天被K得暈頭轉向的布朗克斯轟炸機依舊沒有起色，瓦德茲繳出7局失2分的優質先發（洋基4局上這2分還是他自己傳球失誤釀成的非責失），外加3局下艾力克斯·布萊格曼3分砲，太空人終場以3：2擊敗洋基再下一城。

### 10月22日 第三場
紐約市布朗克斯新洋基體育場
| 休士頓太空人 | 0 | 2 | 0 | 0 | 0 | 3 | 0 | 0 | 0 | 5 | 6 | 0 |
| 紐約洋基 | 0 | 0 | 0 | 0 | 0 | 0 | 0 | 0 | 0 | 0 | 3 | 1 |
| 勝投： 克里斯蒂安·哈維爾（1–0） 敗投： 格里特·柯爾（2–1） 全壘打： 太空人：Chas McCormick（2上，2分） 洋基：無 比賽總記錄 |   |   |   |   |   |   |   |   |   |   |   |   |

形同退無可退，洋基第3戰推出格里特·柯爾迎戰太空人克里斯蒂安·哈維爾。
2局上2出局，打線低迷的洋基遭逢噩耗：克里斯蒂安·瓦茲奎茲外野飛球原本是三上三下，但此時哈里森·貝德受到亞倫·賈吉干擾發生失誤，下一棒Chas McCormick就扛出2分砲，太空人先馳得點。
6局上，太空人再度展開攻勢，艾力克斯·布萊格曼掃二壘安打，凱爾·塔克保送上壘，尤里斯基·古力歐敲安打推進，形成無人出局滿壘也將柯爾打退場。洋基牛棚上陣但被崔伊·曼西尼1分打點高飛犧牲打，瓦茲奎茲補上左外野2分打點安打，太空人拉開至5：0。
洋基8局下錯過一、三壘有跑者機會，賈吉敲三壘滾地球留下殘壘。法官在本季季後賽表現低迷，無疑是打線集體低迷的洋基走得異常艱辛的關鍵之一（相對的，太空人打線的適時發揮，讓狀態更冷的二壘手荷西·奧圖維得以降壓，直到本場才終於打出本季第1支季後賽安打）洋基前8局只有1支安打，直到9局上才追加2支安打為時已晚，最終太空人以5：0獲勝，在系列賽率先聽牌。

### 10月23日 第四場
紐約市布朗克斯新洋基體育場
| 休士頓太空人 | 0 | 0 | 4 | 0 | 0 | 0 | 2 | 0 | 0 | 6 | 9 | 0 |
| 紐約洋基 | 2 | 1 | 0 | 1 | 0 | 1 | 0 | 0 | 0 | 5 | 9 | 1 |
| 勝投： HéctorNeris（2–0） 敗投： Jonathan Loáisiga（0–0） 救援成功： 萊恩·普萊斯利（4） 全壘打： 太空人：Jeremy Peña（3上，3分） 洋基：哈里森·貝德（6下，1分） 比賽總記錄 |   |   |   |   |   |   |   |   |   |   |   |   |

背水一戰的洋基先馳得點，1局下靠3支安打換回2分，2局下再添1分，只不過領先的喜悅沒能維持多久，3局上被Jeremy Peña夯出3分砲追平，尤里斯基·古力歐敲回太空人第4分。
洋基沒有放棄，4局下先追回1分，6局下哈里森·貝德敲出今年季後賽第5轟，創隊史第2多紀錄，洋基反超成4比5。
但洋基就是守不住領先，7局上，二壘手葛雷伯·托雷斯發生傳球失誤錯過雙殺機會，太空人中心棒次約爾丹·艾爾法瑞茲和艾力克斯·布萊格曼把握機會，接連擊出安打，單局收下2分，太空人逆轉成6比5。
9局下，洋基最後機會，無奈被太空人終結者萊恩·普萊斯利封鎖，兩出局無人上壘，輪到亞倫·賈吉，最後內野滾地球被封殺出局，無緣上演逆轉秀，終場太空人以6：5完成系列賽的橫掃，8年內4度淘汰洋基挺進下一輪，Jeremy Peña以菜鳥之姿榮獲美聯冠軍戰MVP。
同一天的稍早，費城人也以系列賽4：1淘汰教士，兩軍以相同的休息天數會師世界大賽。